# Свободная Россия (организация, 1968—1970)
Свобо́дная Росси́я — историографическое название нелегальной молодёжной организации «Партия свободной России», действовавшей в Свердловске в 1968—1970 годах. Весной 1969 года переименована в «Революционную рабочую партию». Участники организации распространяли антикоммунистические листовки в Свердловске и в Серове. В мае 1970 года 5 участников группы были арестованы и затем осуждены на сроки от трёх до пяти лет лишения свободы.

## Название
«Свободная Россия» — название, которое используется в историографии. В официальном сообщении председателя КГБ Юрия Андропова в ЦК КПСС от 12 июня 1970 года организация описана как «нелегальная молодёжная группа, именовавшая себя „Партией свободной России“ или „Революционной рабочей партией“».
Историк диссидентского движения Людмила Алексеева в «Истории инакомыслия в СССР» называет свердловскую организацию «Свободная Россия» и сообщает про неё следующее (со ссылкой на свидетельство Владислава Узлова и Хронику текущих событий):

Свердловск. В 1969 г. здесь возникла молодёжная организация — «Свободная Россия». В неё вошли братья Валерий и Виктор Пестовы (сыновья военного врача, после армии работали на заводе слесарями), техник с кондитерской фабрики Николай Шабуров, железнодорожный диспетчер Владислав Узлов и слесарь Владимир Берсенев. При обсуждении возможной деятельности сначала предполагалось стрелять в «отцов города» во время праздничной демонстрации. Но потом члены организации оставили мысль о терроре, обзавелись пишущей машинкой и написали листовку «восходящее солнце». Около 100 экземпляров было распространено в ноябре 1969 г. Листовку разбрасывали на заводе Уралмаш и распространяли среди студентов железнодорожного института. К весне провели организационное собрание, изменили название организации на «Российская рабочая партия»…
Историк Кирилл Александров также называл эту организацию «Свободной Россией».

## Создание организации
По словам Виктора Пестова, организация была создана в 1968 году в ответ на сообщения о вводе войск стран Варшавского договора в Чехословакию и выход группы диссидентов на Красную площадь:

Дело в том, что это было все связано с событиями в Чехословакии, и тогда шли передачи по радио, по телевидению о том, что «мы поддерживаем политику партии и правительства» (до сих пор помню). Я думаю: «Почему же все поддерживают? А вот кто против?». Ну и поскольку по радио мы услышали, что пять или семь человек вышли на площадь в Москве с протестом против вторжения, но у нас ситуация в закрытом городе другая, и я своим сказал: «У нас этого не получится. Никто даже не узнает ни о чём. Давайте лучше выпустим листовки, как бы заявим, что не все сто процентов советских людей (как тогда говорили) поддерживают политику партии и правительства, а кто-то и против». Ну и выступили как организующая сила, которая может предложить другой путь развития.
Существуют разные версии о том, кто был инициатором создания организации. В записке Юрия Андропова от 12 июня 1970 года инициатором создания организации назван Николай Шабуров. Инициатором создания также называют Виктора Пестова.
В 2021 году Виктор Пестов рассказывал, что организация началась с его встреч с Николаем Шабуровым в кафе «Серебряное копытце», друзья читали чехословацкие газеты. Однако затем Пестов выяснил у мачехи (она служила офицером КГБ), что кафе прослушивается советскими спецслужбами. После этого Пестов и Шабуров стали встречаться в пельменной.

## Численность и состав организации

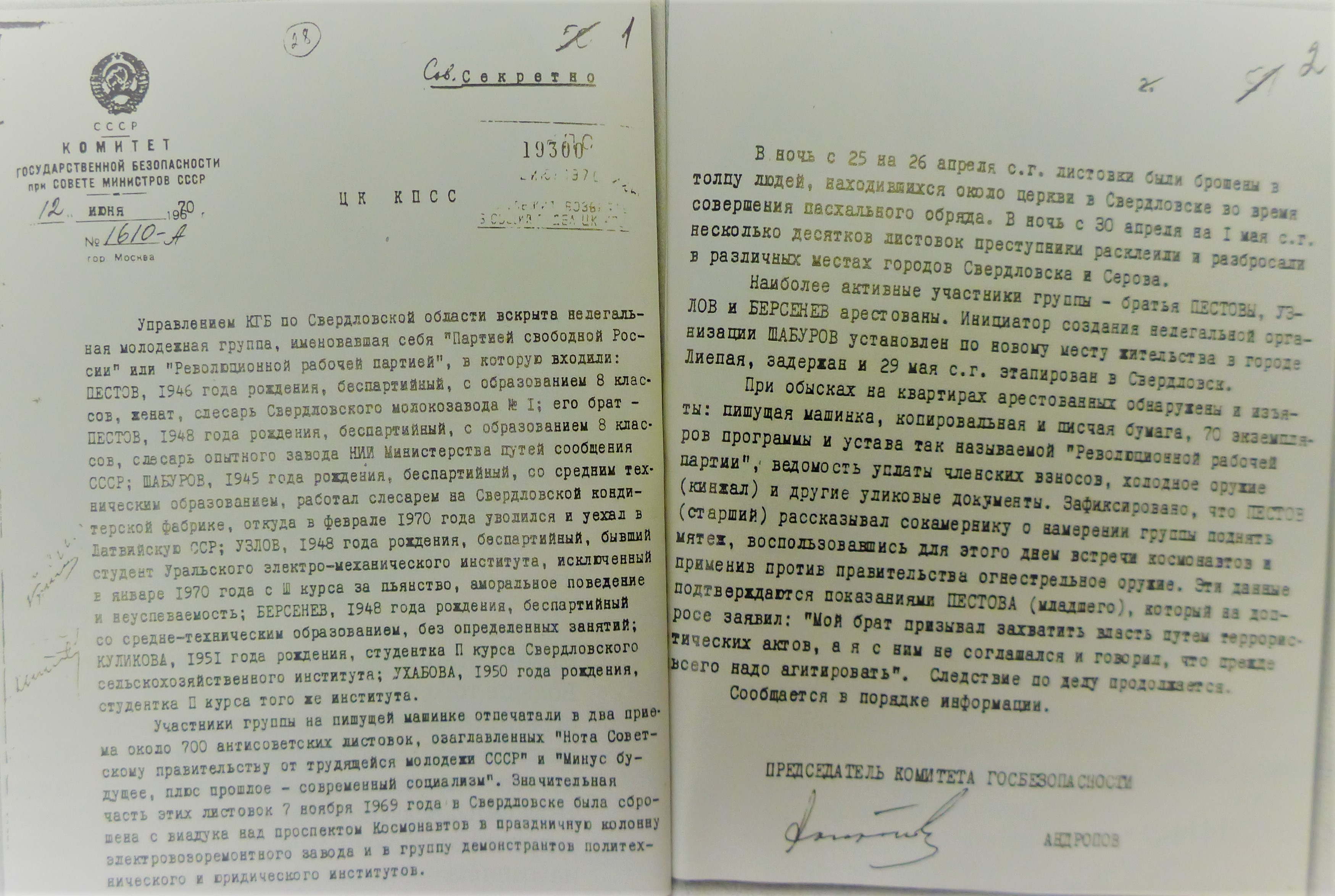
Записка председателя КГБ СССР Юрия Андропова в ЦК КПСС от 12 июня 1970 года со списком арестованных членов «Свободной России»

По поводу численности членов «Свободной России» существуют две точки зрения. Людмила Алексеева в 1983 году оценила численность организации (со ссылкой на Владислава Узлова) примерно в 50 человек. В школьном учебнике «История Урала с древнейших времён» указывается, что «Свободная Россия» была первой диссидентской организацией на Урале и к весне 1970 года насчитывала около 50 человек (причём поимённо названы только пять человек, которые её «возглавляли» — братья Пестовы, Н. Шабуров, В. Узлов и В. Берсенев).
Другая оценка численности «Свободной России» — 7 человек. Радио Свобода в 2006 году отметило, что «Свободная Россия» насчитывала 7 членов. В сообщении Юрия Андропова от 12 июня 1970 года также говорится о 7-ми членах организации (все они названы поимённо):
- Виктор Пестов, 1946 года рождения, образование — 8 классов средней школы. Слесарь Свердловского молокозавода № 1;
- Валерий Пестов, 1948 года рождения, образование — 8 классов средней школы. Слесарь опытного завода НИИ Министерства путей сообщения СССР;
- Николай Шабуров, 1945 года рождения, среднее техническое образование, бывший слесарь Свердловской кондитерской фабрики;
- Владислав Узлов, 1948 года рождения, бывший студент Уральского электромеханического института (был отчислен в январе 1970 года с III курса «за пьянство, аморальное поведение и неуспеваемость»;
- Владимир Берсенев, 1948 года рождения, среднее техническое образование, «без определённых занятий»;
- Куликова, 1951 года рождения, студентка II курса Свердловского сельскохозяйственного института;
- Ухабова, 1950 года рождения, студентка II курса Свердловского сельскохозяйственного института.

Все пять молодых мужчин, входивших в состав организации, не состояли в КПСС. В организации существовали членские взносы (в 1970 году КГБ изъяло «ведомость уплаты членских взносов»). В феврале 1970 года Николай Шабуров уволился с кондитерской фабрики Свердловска и уехал в Латвийскую ССР.

## Цели и идеология организации
К весне 1970 года были созданы устав и программа «Революционной рабочей партии» (изъята в том же году при обысках в количестве 70 экземпляров). Людмила Алексеева (со ссылкой на Владислава Узлова) назвала следующие требования организации:
- Свобода слова и отмена цензуры;
- Повышение заработной платы рабочим и стипендий студентам;
- Улучшение жилищных условий;
- Независимость профсоюзов.

## Деятельность
Члены организации занимались тем, что изготовляли и распространяли в Свердловске и Серове антисоветские листовки, напечатанными на пишущей машинке (по которой их удалось потом идентифицировать). В записке Юрия Андропова сообщалось, что участники группы отпечатали в два приёма около 700 антисоветских листовок под названиями: «Нота Советскому правительству от трудящейся молодёжи СССР» и «Минус будущее, плюс прошлое — современный социализм».
КГБ зафиксировало три эпизода распространения листовок «Свободной России»:
- Разбрасывание с виадука над проспектом Космонавтов в праздничную колонну электровозоремонтного завода и в группы демонстрантов политехнического и юридического институтов (Свердловск, 7 ноября 1969 года);
- Разбрасывание листовок в толпу людей около церкви во время празднования Пасхи (Свердловск, ночь с 25 на 26 апреля 1970 года);
- Расклейка и разбрасывание листовок в ночь с 30 апреля на 1 мая 1970 года в «различных местах городов Свердловска и Серова».

Историк Тимоти Колтон указывает, что 7 ноября 1969 года в толпу демонстрантов в Свердловске было сброшено около 200 листовок «Свободной России».
В 2021 году Виктор Пестов рассказывал, что всего было пять выпусков листовок, среди которых он назвал следующие:
- «Меч тяжёл, необходимо единство сил»;
- «Нота трудящейся молодёжи советскому правительству».

Названия листовок брали из сочинений Ленина. Бумагу, по словам Пестова, приобретали в разных магазинах — по 2-3 пачки. Пестов выяснил у мачехи, что перед продажей пишущей машинки продавец набивает лист текста и передаёт его в КГБ. Поэтому Шабуров в ремонтной мастерской купил машинку за 45 рублей — немецкую «Рейнметалл» 1933 года выпуска. Печатали по 4 копии в квартире Виктора Пестова в Пионерском посёлке.
Было решено разбросать листовки также в Ленинграде. Для этого Шабуров должен был поехать в Лиепаю к другу Игорю Калмыкову, а уже из Лиепаи выехать на электричке на Первомайскую демонстрацию в Ленинград, где разбросать листовки. Поездка финансировалась из членских взносов — 5 рублей в месяц.
Пока Шабуров был в Латвии, Пестов решил разбросать листовки у церкви. В ночь с 25 на 26 апреля 1970 года произошло разбрасывание листовок у Иоанно-Предтеченской церкви Свердловска: Валерий Пестов бросил под ноги священнику дымовую шашку, затем были выброшены листовки, после чего Пестовым удалось бежать от силовиков, охранявших крестный ход. В ночь на 1 мая 1970 года клеили листовки в Свердловске, но уже тогда заметили за собой слежку.
20 мая 1970 года Виктор Пестов был арестован КГБ. Затем прошёл обыск на квартире Виктора Пестова, в результате которого были изъяты пишущая машинка и бумага к Пестову домой. В ту же ночь Виктор Пестов был доставлен в СИЗО на улице Репина. Дело вёл капитан КГБ Геннадий Алексеевич Маматов.
Материалы дела состояли из 7 томов — по 400 листов каждый. В материалах дела были следующие документы:
- Доносы студентов юридического института;
- Заявление старого коммуниста, которому бросили листовку в почтовый ящик;
- Листовки;
- Донос Игоря Калмыкова из Лиепаи, благодаря которому удалось быстро раскрыть всю организацию.

В камеру к Виктору Пестову подсадили доносчика по прозвищу «Князь». По словам Виктора Пестова, он сидел в камере на 6 человек, причём уголовники относились к нему с уважением.
В следственных документах и в литературе встречаются сведения, что члены организации изначально предполагали вооружённое восстание. Людмила Алексеева сообщает (со ссылкой на Узлова), что «сначала предполагалось стрелять в „отцов города“ во время праздничной демонстрации». В записке Юрия Андропова версия о подготовке мятежа описана со ссылкой на слова братьев Пестовых:

Зафиксировано, что Пестов (старший) рассказывал сокамернику о намерении группы поднять мятеж, воспользовавшись для этого днем встречи космонавтов и применив против правительства огнестрельное оружие. Эти данные подтверждаются показаниями Пестова (младшего), который на допросе заявил: «Мой брат призывал захватить власть путем террористических актов, а я с ним не соглашался и говорил, что прежде всего надо агитировать»
Впрочем, огнестрельного оружия у членов группы изъято не было. При обысках удалось найти и изъять из оружия только кинжал. В приговоре ни один из членов группы не был осуждён за подготовку вооружённого восстания. В 2021 году Виктор Пестов рассказывал, что в камере получил предложение от «Князя» помочь с оружием, но отклонил его.

## Арест, приговор и деятельность членов организации до распада СССР
Члены группы были арестованы Управлением КГБ СССР по Свердловской области 20 мая 1970 года. Согласно записке Юрия Андропова от 12 июня 1970 года, арестованы были только пятеро мужчин — братья Пестовы, Шабуров, Узлов и Берсенев. Шабуров был задержан в Лиепае (по своему новому месту жительства) и 29 мая 1970 года этапирован в Свердловск.
Одним из доказательств стали тома сочинений В. И. Ленина со штампами КГБ — их Пестову принесла мачеха, которая была офицером КГБ. Мачеху не осудили, но со службы уволили.
Дело рассматривал Свердловский областной суд. Формально процесс был открытым, но все места в зале суда заполнили чекисты. Дело рассматривалось, по словам Виктора Пестова, три дня. В последнем слове Владимир Берсенев зачитал своё стихотворение «Что лучше: пальто или шинель?».
24 ноября 1970 года были осуждены Свердловским областным судом по следующим статьям Уголовного кодекса РСФСР:
- 70 («Антисоветская агитация и пропаганда»);
- 72 («Участие в антисоветской организации»);
- 218-2 («Незаконное ношение, хранение… оружия»)

24 ноября 1970 года приговором Свердловского областного суда были назначены следующие сроки наказания членам группы:
- Виктор Пестов — 5 лет лишения свободы;
- Николай Шабуров — 5 лет лишения свободы;
- Валерий Пестов — 4 года лишения свободы;
- Владислав Узлов — 3,5 года лишения свободы;
- Владимир Берсенев — 3 года лишения свободы.

По требованию осуждённых их перевели до вступления приговора в законную силу в одну камеру на шесть человек. Приговор был обжалован в кассационном порядке, но вышестоящая инстанция оставила его без изменения.
В марте 1971 года всех осуждённых отправили по местам отбытия наказания. Пестовы сначала попали в Дубравлаг (Мордовская АССР). В июне 1972 года Пестовых перевели в «Пермь-36».
В заключении Виктор Пестов был участником первой акции Дня политзаключённого 30 октября 1974 года.
После освобождения Виктор Пестов вернулся в Свердловск. Здесь он работал сначала слесарем (в 1975—1985 годах), затем электросварщиком. В 1982—1984 годах Пестов был слушателем факультета Общественного университета правовых знаний при Свердловском горисполкоме и Свердловском юридическом институте.
В Свердловске Пестов продолжил вести оппозиционную деятельность. 4 декабря 1976 года создал подпольную организацию «Добровольный гражданский фонд имени А. И. Солженицына». Этот фонд распространял запрещённую литературу и помогал политзаключённым.
Во время Перестройки Пестов становится инициатором создания и руководителем ряда общественных структур в Свердловске. По инициативе Пестова был в апреле 1988 года создан общественно-политический ежемесячный журнал «Слово Урала» (Пестов был его редактором и отвечал за выпуск, издание выходило до мая 1991 года). В ноябре 1988 года по инициативе Пестова был создан свердловский комитет «Возрождение», председателем которого Пестов стал в сентябре 1989 года. В 1989 году Пестов стал одним из учредителей свердловского отделения общества «Мемориал».

## Судьба членов организации после распада СССР

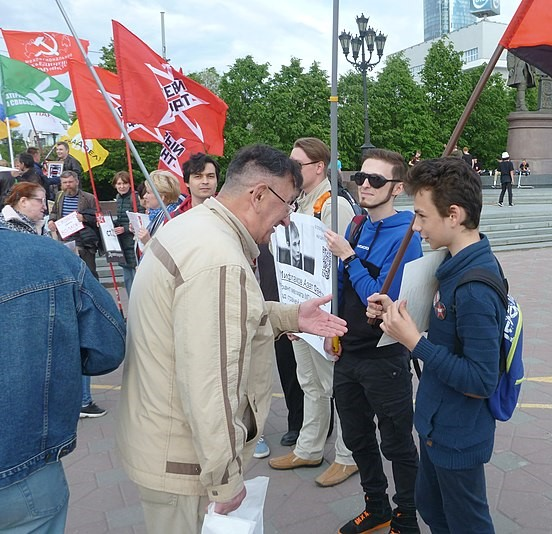
Виктор Пестов разговаривает с подростком-анархистом на пикете в Екатеринбурге, 6 июня 2019 года

В 1992 году осуждённые были реабилитированы. В частности, Виктор Пестов был реабилитирован заключением прокуратуры Свердловской области от 31 января 1992 года на основании закона РСФСР 1991 года «О реабилитации жертв политических репрессий».
После реабилитации Пестов продолжил в 1990-е годы оппозиционную деятельность. Виктор Пестов в 1992 году организовал Уральскую независимую общественную библиотеку, где хранилась правозащитная литература. В 1990-х годах познакомился с Людмилой Алексеевой и стал сотрудничать с Московской Хельсинкской группой. В 1993 году при участии Пестова была создана Екатеринбургская инициативная группа Международной Амнистии. В июле 1994 года Пестов стал директором Центра демократии и прав человека в Екатеринбурге.
С конца 1990-х годов правозащитные организации, созданные Пестовым в Екатеринбурге, прекращают существование: Центр демократии и прав человека (1999 год), Уральская независимая общественная библиотека (2002 год). Материалы библиотеки (455 дел за 1920—2011 годы — самиздат, независимые СМИ 1990-х годов, официальные документы и другие) были переданы Пестовым в 2008—2009 годах в государственный Центр документации общественных организаций Свердловской области.
Пестов в 2000-е годы принимал участие в постсоветских протестных акциях в Екатеринбурге. Пестов выступал против политики российских властей в 2000-е годы.:

…я с самого первого его срока голосовал против, и во второй его период тоже против голосовал. И ко всем этим реформам, которые проводятся под знаменем «Единой России», во главе которой стоит президент, я отношусь резко отрицательно. Потому что тот путь, которым мы идем, он ведет нас обратно в те «славные» времена, связанные с Леонидом Ильичем Брежневым.
Пестов не одобрил выступление Александра Солженицына в поддержку Владимира Путина.
Также Пестов работал консультантом в Мемориальном центре истории политических репрессий «Пермь-36». Умер 26 сентября 2021 года.